# Pisarzowice (powiat bielski)

Nieoficjalny herb wsi Pisarzowice

Pisarzowice (niem. Schreibersdorf) – wieś w Polsce, położona w województwie śląskim, w powiecie bielskim, w gminie Wilamowice. Powierzchnia sołectwa wynosi 1384 ha, a liczba ludności 6 189.

## Integralne części wsi
| SIMC    | Nazwa            | Rodzaj    |
| ------- | ---------------- | --------- |
| 0076285 | Czernichów Dolny | część wsi |
| 0076291 | Czernichów Górny | część wsi |
| 0076300 | Czerwonka        | część wsi |
| 0076316 | Dolna Wieś       | część wsi |
| 0076322 | Górna Wieś       | część wsi |
| 0076339 | Harszówki Dolne  | część wsi |
| 0076345 | Harszówki Górne  | część wsi |

## Geografia i transport
Wieś położona jest na południowych krańcach ziemi oświęcimskiej, w dwóch polodowcowych dolinach. Przez wieś przepływają trzy rzeki: Pisarzówka, Słonica i Czerwonka. Graniczy z Wilamowicami, Starą Wsią, Hecznarowicami, Kętami, Kozami, miastem Bielsko-Biała i Janowicami.
Przez wieś kursują autobusy Komunikacji Beskidzkiej, którymi można dojechać do Bielska-Białej i Kęt oraz pojazdy prywatnego przedsiębiorstwa Konkret Bus do Oświęcimia i Bielan. Do granicy Bielska-Białej z Pisarzowicami kursują autobusy linii nr 31 z MZK Bielsko-Biała (przystanek Hałcnów Granica), którą można dojechać do centrum Bielska-Białej (przystanek Piłsudskiego) oraz do dworca kolejowego Bielsko-Biała Główna (przystanek Podwale Dworzec).

## Historia
Historycznie miejscowość była od początku częścią Księstwa oświęcimskiego.  Miejscowość została po raz pierwszy wzmiankowana w spisie świętopietrza parafii dekanatu Oświęcim diecezji krakowskiej z 1326 pod nazwą Villa scriptoris. Nazwa pochodzi od pisarzy ziemskich oświęcimskich, których wieś była uposażeniem. Zastosowanie łacińskiej a nie polskiej formy zapisu otwiera możliwość niemieckiego lub mieszanego osadnictwa, jako że wcześniej w Bielsku i okolicy powstała niemiecka wyspa językowa. Za przynależnością do tej wyspy przemawia też imię pierwszego proboszcza parafii w Pisarzowicach — Willielmus. Polskiej i niemieckiej nazwy używano obok siebie (np. na mapie Matthäusa Seuttera) lub zamiennie, tak np. w dokumencie z 1440 użyto formy Schreiberdorf, a w dokumencie sprzedaży księstwa oświęcimskiego Koronie Polskiej przez Jana IV oświęcimskiego wystawionym 21 lutego 1457 miejscowość wymieniona została jako Pyszarowicze. Nazwę miejscowości w zlatynizowanej staropolskiej formie Pyszarzowicze wymienia w latach (1470-1480) Jan Długosz w księdze Liber beneficiorum dioecesis Cracoviensis. Długosz zapisuje również właściciela miejscowości Jana Balińskiego.
W 1564 roku wraz z całym księstwem oświęcimskim i zatorskim leżała w granicach Korony Królestwa Polskiego, znajdowała się w województwie krakowskim w powiecie śląskim. Po unii lubelskiej w 1569 księstwo Oświęcimia i Zatora stało się częścią Rzeczypospolitej Obojga Narodów w granicach, której pozostawało do I rozbioru Polski w 1772. Po rozbiorach Polski miejscowość znalazła się w zaborze austriackim i leżała w granicach Austrii, wchodząc w skład Królestwa Galicji i Lodomerii. W 1843 austriacka administracja przywróciła niemiecką nazwę Schreibersdorf. W 1918 roku tereny dawnego Księstwa Oświęcimskiego znalazły się w granicach odrodzonej Polski jako część województwa krakowskiego.
W latach 1975–1998 miejscowość należała administracyjnie do województwa bielskiego.

## Oświata
Pierwsze wzmianki o szkole w Pisarzowicach pochodzą z początku XVI wieku. Szkoła mieściła się w dwuizbowej, drewnianej chacie zbudowanej na gruncie przykościelnym. Lekcje prowadził prawdopodobnie kościelny. Obecnie w Pisarzowicach funkcjonuje przedszkole, a także szkoła podstawowa (od 2006 roku nosi imię Jana Pawła II).

## Religia
Na terenie wsi działalność duszpasterską prowadzi Kościół Rzymskokatolicki (parafia Świętego Marcina).

## Zabytki
W Pisarzowicach znajduje się wiele zabytków kultury sakralnej: kapliczki, krzyże i figury świętych. Najstarsze z nich pochodzą z XVIII wieku. W sumie jest ich 41. W miejscowym kościele znajduje się szesnastowieczny obraz Sacra Conversatione. W Pisarzowicach znajdował się również drewniany kościół, zbudowany zapewne na początku XVI wieku. Był drewniany, konstrukcji zrębowej, z wieżą na słup. Spłonął on 7 sierpnia 1965 roku, z pożaru uratowano tabernakulum i cudowny obraz Matki Bożej Szkaplerznej. 20 marca 1968 roku przystąpiono do budowy nowego kościoła. Kilkakrotnie we wsi przebywał kardynał Karol Wojtyła:
- 27 października 1968 r. – poświęcenie kamienia węgielnego pod kościół w Pisarzowicach
- 31 października 1970 r. – poświęcenie krzyża na wieżę kościoła
- 10 listopada 1973 r. – konsekracja kościoła w Pisarzowicach, dokonał jej ówczesny metropolita krakowski Karol Wojtyła.

## Pochodzący z Pisarzowic
- Marian Pilarski
- Przemysław Niemiec